# Noëlle Chevigny
Noëlle Chevigny (ur. 3 września 1985 w Saint-Raphaël) – francuska siatkarka grająca na pozycji środkowej, reprezentantka kraju.